# Alexander Grau (Journalist)
Alexander Jürgen Grau (* 1968 in Bonn) ist ein deutscher Publizist, Journalist und Philosoph.

## Leben
Grau wuchs in  Bonn und in Wiesbaden auf. 1987 legte er sein Abitur an der Gutenbergschule in Wiesbaden ab. Von 1988 bis 1989 leistete er Wehrdienst. Ab 1989/90 studierte er Philosophie, Sprachwissenschaften und Neue Geschichte an der Freien Universität Berlin. 1998 wurde er mit seiner Dissertation Ein Kreis von Kreisen. Hegels postanalytische Erkenntnistheorie bei Christian Iber an der FU Berlin promoviert.
2002 ging er mit einem Forschungsstipendium der Fritz-Thyssen-Stiftung an das Institut für Medizinische Psychologie der Ludwig-Maximilians-Universität München und arbeitete dort über die Bildrhetorik Bildgebender Verfahren in der Hirnforschung. Er lebt und arbeitet in Wiesbaden.

## Publizistische Tätigkeit
Seit 2003 arbeitet Grau als freier Journalist und Publizist, unter anderem für das Magazin Cicero. Seit 2015 schreibt er die jeden Samstag erscheinende Kolumne Grauzone für Cicero Online. Er vertritt konservative Positionen. Artikel von Alexander Grau sind darüber hinaus u. a. in den Magazinen Der Spiegel, Schweizer Monat, Gehirn & Geist, chrismon, epoc und brand eins erschienen sowie in der Frankfurter Allgemeinen Zeitung, der Frankfurter Allgemeinen Sonntagszeitung und der Neuen Zürcher Zeitung. Neben Themen aus den Bereichen Politik, Kultur und Wissenschaft befasst sich Grau auch mit Aspekten der Alltagskultur, der Mode und des Lifestyles. Seit 2015 schreibt er für das Magazin Tweed unter anderem die Literatur-Kolumne Lesezeichen.
Für die Sendung Tag für Tag des Deutschlandfunks verfasste er mehrteilige Sendungen über die Geschichte der Religionspsychologie, den Theologen Emanuel Hirsch oder das Werk von Ernst Troeltsch. Seit 2005 arbeitet Grau als freier Mitarbeiter für die Freiwillige Selbstkontrolle Fernsehen (FSF) und veröffentlicht seit 2007 regelmäßig medienwissenschaftliche Fachartikel in dem Magazin tv diskurs – Verantwortung in audiovisuellen Medien. 2014 erschien der von ihm zusammen mit Gerson Raabe herausgegebene Sammelband Religion. Facetten eines umstrittenen Begriffs. 2017 erschien sein Essay Hypermoral. Die Lust an der Empörung. 2018 veröffentlichte er seinen Essay Kulturpessimismus. Ein Plädoyer und 2019 Politischer Kitsch. Eine deutsche Spezialität. Im September 2020 war er Erstunterzeichner des Appells für freie Debattenräume. Grau wurde 2023 Visiting Fellow des Deutsch-Ungarischen Instituts für Europäische Zusammenarbeit, Teil der rechtskonservativen Budapester Denkfabrik Mathias Corvinus Collegium. Im selben Jahr fungierte er als Schirmherr des Schreibwettbewerbs „Die Feder“ der Hanns-Seidel-Stiftung.

### Hypermoral(2017)
In seinem Buch Hypermoral setzt sich Grau im Anschluss an Arnold Gehlens Werk Moral und Hypermoral kritisch mit dem Phänomen auseinander, dass Moral bzw. moralische Begründungen des politischen und gesellschaftlichen Handelns in modernen westlichen Gesellschaften eine nie dagewesene Relevanz und Reputation genießen. Moral habe eine meinungsbildende Monopolstellung bekommen, andere rationale Erwägungen (technische, wissenschaftliche, ökonomische) würden diskreditiert (S. 10). Dafür macht Grau vier historische Entwicklungen verantwortlich: die Säkularisierung, die Individualisierung, das Entstehen einer Massengesellschaft und die Massenmedien. Die Moralisierung quasi aller gesellschaftlichen und politischen Fragen diene im Kern der Emotionalisierung und damit der Massenmobilisierung im Kampf um die öffentliche Meinung. Zudem entlaste Moral vom Nachdenken. Moralische Normen bildeten das „Wohlfühlbecken, in dem die Seele des modernen Menschen munter plantscht, den intellektuellen Wellnessbereich, in dem sich das Gemüt beschützt sieht von den kalten Winden rationaler Begründung und Argumentation“ (S. 13). Vor allem aber verschaffe Moral eine wunderbare rhetorische Ausgangsposition, mit der man etwaige Gegenargumente im Keim ersticken könne. Politische Gegner würden so diskreditiert und ausgegrenzt. Der Glaube an das Gute sei die letzte Gewissheit jener, die an gar nichts mehr glauben, Moral unsere letzte Religion (S. 14).

## Bücher
- Ein Kreis von Kreisen. Hegels postanalytische Erkenntnistheorie. mentis, Paderborn 2001, ISBN 3-89785-086-9.
- mit Gerson Raabe: Religion. Facetten eines umstrittenen Begriffs. Evangelische Verlagsanstalt, Leipzig 2014, ISBN 978-3-374-03909-8.
- Hypermoral. Die neue Lust an der Empörung. Claudius Verlag, München 2017, ISBN 978-3-532-62803-4.
- Kulturpessimismus. Ein Plädoyer. Zu Klampen, Springe 2018, ISBN 978-3-86674-582-7.
- Politischer Kitsch. Eine deutsche Spezialität. Claudius Verlag, München 2019, ISBN 978-3-532-62830-0.
- Entfremdet. Zwischen Realitätsverlust und Identitätsfalle. Zu Klampen, Springe 2022, ISBN 978-3-866-74804-0.
- Vom Wald. Eine Philosophie der Freiheit. Claudius, München 2023, ISBN 978-3-532-62885-0.

## Audio
- Leben wir in Zeiten des Hypermoralismus? – Interview im Deutschlandfunk-Kultur mit Joachim Scholl vom 22. Oktober 2017, 21:50 Minuten.
- Lust an der Empörung. Moralismus mit totalitären Zügen – Deutschlandfunk-Interview mit Andreas Main vom 30. November 2017, 22:34 Minuten.
- Vortrag „Hypermoral – Die neue Lust an der Empörung“ vom 10. Januar 2018 in der Bibliothek des Konservativismus.
- Leben in der Angstgesellschaft Beitrag über Ursachen von Angst für SWR2 Wissen vom 2. Juni 2021